# SOS (jeu vidéo, 1993)
Pour les articles homonymes, voir SOS (homonymie).
SOS (セプテントリオン, Septentrion) est un jeu vidéo d'aventure et de survie développé par Human Entertainment et lancé en 1993 sur Super Nintendo par Vic Tokai. Une suite au jeu a été lancée au Japon sur PlayStation sous le nom de Septentrion: Out of the Blue.

## Histoire
Basé sur le livre (1969) et le film (1972) L’Aventure du Poséidon, le jeu se déroule le 13 septembre 1921 à bord d’un paquebot, le Lady Crithania. Celui-ci chavire et commence à couler après avoir été frappé d’une énorme vague au large de Humbleton, en Angleterre. Le joueur doit réussir à fuir le bateau et survivre au naufrage en incarnant l’un des quatre personnages jouables. Chacun d’eux a sa propre histoire.
- Capris Wisher — Un jeune homme architecte. Il est accompagné de sa demi-sœur, Amy Markarson, plus jeune que lui. La maladie de Amy se révèle toutefois être un ennui majeur pour Wisher.
- Redwin Gardner — Un conseiller qui voyage avec une famille composée d’une mère et de ses deux enfants, Stella et Harry Adams, en plus de Jack Hamilton, son neveu.
- Jeffrey Howell — Un médecin d’un certain âge, accompagné de son épouse Adela.
- Luke Haines — Un matelot du Lady Crithania. Il croit que les conditions météorologiques sont trop défavorables pour le Lady Crithania, opinion qui n’est pas du tout partagée par ses supérieurs.

## Système de jeu
Le joueur dispose d’une heure pour s’échapper du paquebot. Le chronomètre n’est pas affiché, sauf lorsque le joueur est blessé. Le personnage devient alors inconscient et 5 minutes sont déduites du chronomètre. Après un certain laps de temps, le bateau commence à tanguer et à se remplir d’eau.

## Accueil
- Famitsu : 32/40[3]